# San Francisco de Cayrán (distrito)
O Distrito peruano de San Francisco de Cayrán é um dos onze distritos que formam a Província de Huánuco, situada no Departamento de Huánuco, pertencente a Região Huánuco, na zona central do Peru.

## Transporte
O distrito de San Francisco de Cayrán é servido pela seguinte rodovia:
- HU-111, que liga a cidade de Jesús ao distrito de Quisqui
- PE-3N, que liga o distrito de La Oroya (Região de Junín) à Puerto Vado Grande (Fronteira Equador-Peru) no distrito de Ayabaca (Região de Piura) [1][2][3]